# Lennart Linder (aikidoutövare)
Lennart Linder, född 1957 och död 1996, var en av de mest inflytelserika aikidoutövarna och -instruktörerna i Stockholm under 1970- och 80-tal. Stor del av den äldre instruktörsgenerationen i dagens aikidostockholm är delvis framodlade på hans klubb Nakaima. Linder hade graden fjärde dan inom organisationen Aikikai en grad som han mottog 1994. Han tränade även iaido och gjorde viktiga insatser även i denna budoarts framväxt i Sverige.
Linder började träna aikido på klubben Minnano år 1971, och sågs som begåvad redan från starten. När den klubben lades ner, fortsatte han på Stockholm Aikikai där han tidigt fick börja instruera. 1975 startade han sin egen klubb Nakaima, i stockholmsförorten Sätra. 1980 tränade han ett år i Japan, delvis tillsammans med Urban Aldenklint och Ulf Linde. Under det kommande årtiondet drog han igång ett stort antal klubbar i stockholmsområdet, främst i dess södra förorter men även i Södertälje och Nyköping. Som mest ingick strax över tio klubbar och mer än 600 tränande i Linders lilla imperium.
Linder bildade landets första renodlade iaidoklubb, Stockholms Iaidoklubb. 1982 tränade han hos Yasuo Kobayashi i Japan, och fick kontakt med iaidoinstruktören Yoshinori Michioka då denne undervisade iaido och kendo i Kobayashis dojo (träningslokal). Linder bjöd in Michioka att hålla träningsläger i Sverige, och genom detta har Michioka blivit en väsentlig influens i den svenska iaidon. Linder satt även i budoförbundets kendosektion, där iaidon administrerades. Även i aikidon höll han en del formella uppdrag: han var medlem av svenska aikikais graderingskommitté, och satt även några år i svenska aikido styrelse det vill säga Svenska budo- och kampsportsförbundets aikidosektions styrelse. 
Efter Linders frånfälle togs en del av hans aikidoklubbar över av hans elever, varav många i realiteten redan varit ansvariga för klubben ett tag. Andra klubbar stöttades av utövare och instruktörer från andra klubbar, medan ytterligare andra lades ner. Linders egen klubb Nakaima lades ner i och med hans död. Förbundets aikidosektion gav ut en minnesskrift över honom, betitlad Man ska alltid vara uppvärmd.

## Graderingar
- 1 dan för Toshikazu Ichimura, någon gång på 70-talet
- 2 dan för Ichimura, årtal?
- 3 dan för Ichimura, cirka 1980
- 4 dan för Seishiro Endo, 1994